# Danilo Mitrović
Danilo Mitrović (in serbo Данило Митровић?; Novi Sad, 23 marzo 2001) è un calciatore serbo, difensore del Blau-Weiß Linz.

## Carriera

### Club
Mitrović è cresciuto nel settore giovanile del Vojvodina ed ha lasciato la Serbia nel 2019 per unirsi al Blau-Weiß Linz. Ha debuttato nel calcio professionistico il 20 luglio 2019 nell'incontro di ÖFB-Cup vinto 5-0 contro il Leobendorf ed una settimana più tardi ha esordito anche in 2. Liga contro il Kapfenberger. Divenuto in breve tempo titolare al centro della difesa, ha segnato il suo primo gol il 25 settembre 2020 nell'incontro di campionato vinto 4-2 contro il Kapfenberger.

### Nazionale
Ha giocato con le nazionali giovanili serbe Under-15, Under-16, Under-17, Under-18, Under-19 ed Under-21.

## Statistiche

### Presenze e reti nei club
Statistiche aggiornate al 27 ottobre 2024
| Stagione        | Squadra         | Campionato      | Campionato | Campionato | Coppe nazionali | Coppe nazionali | Coppe nazionali | Coppe continentali | Coppe continentali | Coppe continentali | Altre coppe | Altre coppe | Altre coppe | Totale | Totale | Totale |
| Stagione        | Squadra         | Comp            | Pres       | Reti       | Comp            | Pres            | Reti            | Comp               | Pres               | Reti               | Comp        | Pres        | Reti        | Pres   | Reti   |        |
| --------------- | --------------- | --------------- | ---------- | ---------- | --------------- | --------------- | --------------- | ------------------ | ------------------ | ------------------ | ----------- | ----------- | ----------- | ------ | ------ | ------ |
| 2019-2020       | Blau-Weiß Linz  | 2L              | 24         | 0          | CA              | 1               | 0               | -                  | -                  | -                  | -           | -           | -           | 25     | 0      |        |
| 2020-2021       | Blau-Weiß Linz  | 2L              | 23         | 2          | CA              | 3               | 1               | -                  | -                  | -                  | -           | -           | -           | 26     | 3      |        |
| 2021-2022       | Blau-Weiß Linz  | 2L              | 27         | 2          | CA              | 3               | 0               | -                  | -                  | -                  | -           | -           | -           | 30     | 2      |        |
| 2022-2023       | Blau-Weiß Linz  | 2L              | 22         | 2          | CA              | 3               | 2               | -                  | -                  | -                  | -           | -           | -           | 27     | 4      |        |
| 2023-2024       | Blau-Weiß Linz  | BL              | 21         | 0          | CA              | 2               | 0               | -                  | -                  | -                  | -           | -           | -           | 23     | 0      |        |
| 2024-2025       | Blau-Weiß Linz  | BL              | 6          | 0          | CA              | 0               | 0               | -                  | -                  | -                  | -           | -           | -           | 6      | 0      |        |
| Totale carriera | Totale carriera | Totale carriera | 123        | 6          |                 | 12              | 3               |                    | -                  | -                  |             | -           | -           | 135    | 9      |        |

## Palmarès

### Club

#### Competizioni nazionali
- 2. Liga: 2

Blau-Weiß Linz: 2020-2021, 2022-2023